# Фердинанд Бюїссон
Фердинанд Бюїссон (фр. Ferdinand Buisson; 20 грудня 1841, Париж — 16 лютого 1932, Париж) — французький педагог-реформатор, громадський діяч. Лауреат Нобелівської премії миру (1927). Ключова думка Бюїссона: «Світ через виховання».

## Біографія і громадсько-політична діяльність
У 1879—1896 директор початкової освіти Франції. З ім'ям Бюїссона пов'язані шкільні реформи кінця 19 ст. (Підготовка законів 80-х рр. Про безкоштовне обов'язкове початкове навчання, про світській школі та ін.). З ініціативи Бюїссона були організовані дві вищі нормальні школи та введено читання курсів педагогіки на декількох гуманітарних факультетах. З 1896 Бюїссон керував кафедрою педагогіки Сорбонни. За його почину був створений Педагогічний музей. У 1902—1924 Бюїссон депутат парламенту (фракція радикал-соціалістів). Один із засновників «Ліги прав людини».

## Педагогічна діяльність
Бюїссон розробляв проблеми системи та структури педагогічного знання і категоріально понятійного фонду педагогіки. У своїх книгах, статтях і промовах Бюїссон обґрунтовував відділення школи від церкви (школи «нейтральною» по відношенню до різних віросповідань). Виключаючи викладання релігії з шкільного курсу, Бюїссон, проте, ввів в програму моралі поняття про бога «як скоєному істоті» і «обов'язки людини по відношенню до бога». За редакцією Бюїссон в 80-х рр. був виданий «Словник педагогіки і початкової освіти» в 4 книгах.

## Нобелівська премія
Нобелівська премія миру (1927) — «За діяльність, спрямовану на відновлення розуміння між французьким і німецьким народами».